# برايان كولين
برايان كولين هو لاعب هوكي الجليد كندي، ولد في 11 نوفمبر 1933 في أوتاوا في كندا.

## وصلات خارجية
- برايان كولين على موقع دوري الهوكي الوطني (الإنجليزية)
- برايان كولين على موقع قاعة مشاهير الهوكي (لاعب أن.إتش.أل) (الإنجليزية)
- برايان كولين على موقع EliteProspects.com (الإنجليزية)
- برايان كولين على موقع HockeyDB.com (الإنجليزية)
- برايان كولين على موقع Hockey-Reference.com (الإنجليزية)